# El Castell de Sant Climenç
El Castell de Sant Climenç és un edifici de Pinell de Solsonès (Solsonès) inclòs a l'Inventari del Patrimoni Arquitectònic de Catalunya.

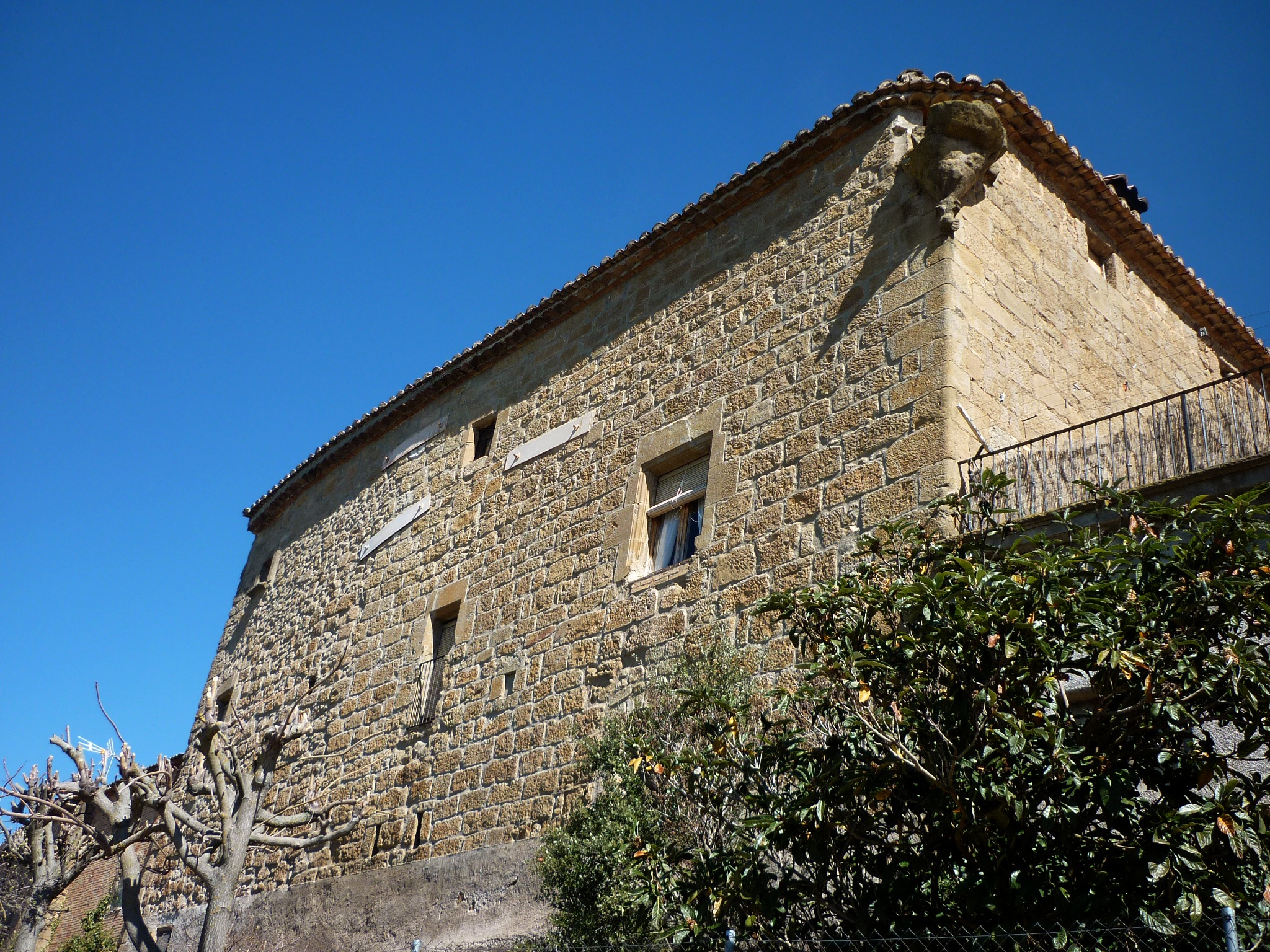
Façana de ponent

## Descripció
Casa de grans dimensions que consta de planta baixa i dos pisos amb teulada a quatre vessants. A la façana principal es troba la porta d'entrada d'arc rebaixat a la planta baixa; al primer pis les obertures donen pas a petits balcons; les dues que hi ha per sobre de la porta són d'arc rebaixat i estan emmarcades amb maó, la resta són allindades. A les golfes només s'obre una finestra doble amb arcs rebaixats resseguits amb maó. En una cantonada hi havia una torreta de la qual només resta la base. En tot l'edifici hi ha diferents tipus de paraments fruit de les diferents ampliacions i modificacions que ha sofert l'edifici.

## Història
Pertanyia als Barons de Sant Climentç.